# Bathyraja matsubarai
Bathyraja matsubarai és una espècie de peix de la família dels raids i de l'ordre dels raïformes.

## Morfologia
- Els mascles poden assolir 126 cm de longitud total i 10,6 kg de pes.[4][5]

## Reproducció
És ovípar i les femelles ponen càpsules d'ous, les quals presenten com unes banyes a la closca.

## Alimentació
Els exemplars petits mengen crancs i anèl·lids, mentre que els adults es nodreixen de peixos i cefalòpodes.

## Hàbitat
És un peix marí i d'aigües profundes que viu entre 120-2.000 m de fondària.

## Distribució geogràfica
Es troba a l'oceà Pacífic nord-occidental: el Japó i la mar d'Okhotsk.

## Observacions
És inofensiu per als humans.